# Lieu géométrique
Pour les articles homonymes, voir lieu.

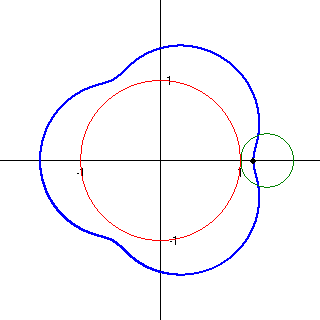
L'épitrochoïde est le lieu géométrique du point noir lorsque le cercle vert roule sans glissement autour du cercle rouge.

En mathématiques, un lieu géométrique est un ensemble de points définis par une condition de position par rapport à un point, une droite ou un cercle préalablement donnés. Sa construction peut s'obtenir par un raisonnement géométrique (par exemple à partir d'un point mobile sur une courbe) ou par des équations ou inéquations reliant des fonctions de points (notamment des distances).

## Exemples
La médiatrice d'un segment est le lieu des points du plan à égale distance des extrémités de ce segment.
L’arc capable est le lieu des points d’où l’on voit un segment sous un angle donné.
Les sections coniques peuvent être définies comme des lieux :
- un cercle est le lieu des points pour lesquels la distance au centre est une valeur donnée, le rayon[3] ;
- une ellipse est le lieu des points pour lesquels la somme des distances aux foyers est une valeur donnée[4] ;
- une hyperbole est le lieu de points dont la différence des distances aux foyers est une valeur donnée[4] ;
- une parabole est le lieu des points pour lesquels les distances au foyer et à la droite directrice sont égales, le foyer n'appartenant pas à la directrice[4].

Les formes géométriques très complexes pourraient être décrites comme le lieu des zéros d'une fonction ou d'un polynôme. Ainsi, par exemple, les quadriques sont définies comme les lieux des zéros des polynômes quadratiques. Plus généralement, le lieu des zéros d'un ensemble de polynômes est connu comme une variété algébrique, dont les propriétés sont étudiées en géométrie algébrique.
D'autres exemples de formes géométriques complexes sont produits par un point sur un disque qui roule sur une surface plane ou courbe, par exemple : les développées.